# Rita Marley
Rita Marley (Alpharita Constantia Anderson) (født d. 25. juli 1946 ) er en jamaicansk sanger. 
Hun er bedst kendt som Rita Marley, og nogle gange kaldet Nana Rita. 
Marley var gift med Bob Marley, og et medlem af trioen for I Threes, Bob Marley's back up sangere.